# Llista de batles de Palma

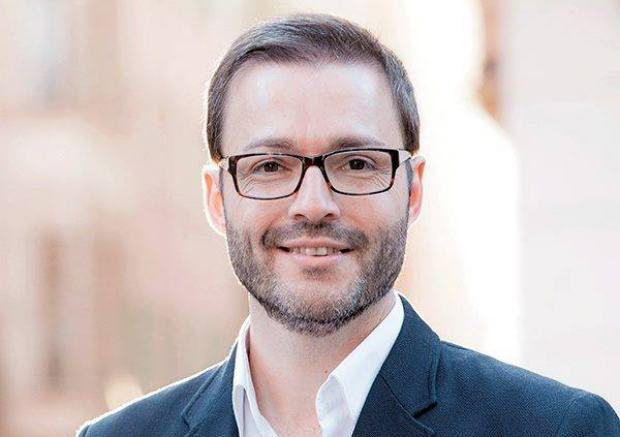
José Hila, exbatle de Palma (2015-2017, 2019-2023)

El Batle de Palma és la màxima autoritat política de l'Ajuntament de Palma. El batle és elegit per la corporació municipal de regidors, que al seu torn són elegits per sufragi universal pels ciutadans del municipi amb dret a vot, mitjançant eleccions municipals celebrades cada quatre anys. En la mateixa sessió de constitució de la Corporació es procedeix a l'elecció del batle, podent ésser candidats tots els regidors que encapçalen les corresponents candidatures. És proclamat electe el candidat que obté la majoria absoluta dels vots. Si cap d'ells obté aquesta majoria és proclamat batle el regidor que encapçala la candidatura més votada.

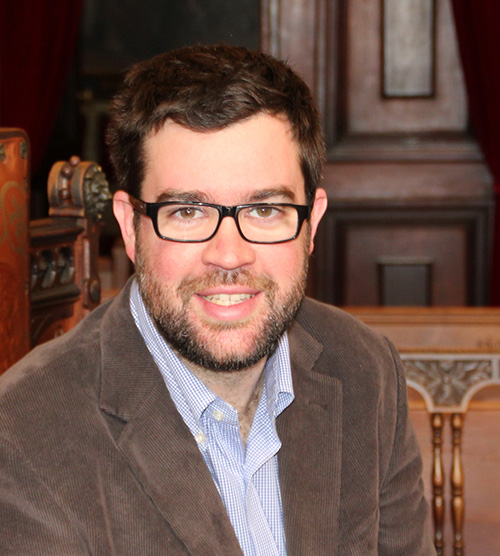
Antoni Noguera, exbatle de Palma (2017-2019)

| Núm. | Batle                                                         | Inici del mandat | Fi del mandat |
| ---- | ------------------------------------------------------------- | ---------------- | ------------- |
| 1    | Marc Antoni Cotoner i Sureda Vivot, marquès d'Ariany          | 1718             | 1718          |
| 2    | Diego Navarro                                                 | 1718             | 1719          |
| 3    | Bernabé de Arce                                               | 1719             | 1727          |
| 4    | Francisco de Salazar                                          | 1727             | 1733          |
| 5    | Baltasar Huguet                                               | 1733             | 1744          |
| 6    | Francisco Ballesteros                                         | 1744             | 1761          |
| 7    | Fulgencio A. de Molina                                        | 1761             | 1765          |
| 8    | Pedro Ripa                                                    | 1765             | 1769          |
| 9    | Cristóbal Malla                                               | 1769             | 1772          |
| 10   | Ramón de Arbúes                                               | 1772             | 1778          |
| 11   | Ignacio Francisco de Oliver                                   | 1778             | 1783          |
| 12   | José Antonio Riera                                            | 1783             | 1787          |
| 13   | Manuel Llorca                                                 | 1787             | 1791          |
| 14   | Manuel Antonio de Denia                                       | 1791             | 1801          |
| 15   | Mariano Vilellas                                              | 1801             | 1807          |
| 16   | Pere Gual Suelbes (1r mandat)                                 | 1807             | 1808          |
| 17   | Ignacio P. Sandeiro                                           | 1808             | 1812          |
| 18   | Nicolau d'Armengol                                            | 1812             | 1814          |
| 19   | Josep Desbrull                                                | 1814             | 1814          |
| -    | Pere Gual Suelbes (2n mandat)                                 | 1814             | 1815          |
| 20   | Juan Manuel Lubet                                             | 1815             | 1820          |
| 21   | Marià Canals                                                  | 1820             | 1821          |
| 22   | Ramon de Villalonga                                           | 1821             | 1822          |
| 23   | Rafel Crespí                                                  | 1822             | 1823          |
| -    | Pere Gual Suelbes (3r mandat)                                 | 1823             | 1825          |
| 24   | Juan Caballero                                                | 1825             | 1831          |
| 25   | Francisco Caballero                                           | 1831             | 1832          |
| 26   | Luis de Moragas                                               | 1832             | 1835          |
| 27   | Ignasi Truyols                                                | 1835             | 1835          |
| 28   | Nicolau Ripoll                                                | 1835             | 1836          |
| 29   | Martí Pou                                                     | 1836             | 1838          |
| 30   | Josep Montis                                                  | 1838             | 1839          |
| 31   | Joan Burgès Safortesa                                         | 1839             | 1839          |
| 32   | Josep Miquel Trias                                            | 1839             | 1840          |
| 33   | Bartomeu Rosselló Sala                                        | 1840             | 1840          |
| 34   | Josep de Vilanova                                             | 1840             | 1841          |
| 35   | Pere J. Alemany                                               | 1841             | 1842          |
| 36   | Pau Sorà (1r mandat)                                          | 1842             | 1843          |
| 37   | Joan Sureda                                                   | 1843             | 1844          |
| 38   | Pasqual F. Ballester de Togores i R, comte d'Aiamans          | 1844             | 1845          |
| 39   | Salvador Morei                                                | 1845             | 1846          |
| 40   | Lluís de San Simón i Orlandis, comte de San Simón (1r mandat) | 1846             | 1846          |
| 41   | Pere J. Gibert                                                | 1846             | 1848          |
| 42   | Gabriel Rosselló                                              | 1848             | 1850          |
| 43   | Jaume Montaner                                                | 1850             | 1852          |
| 44   | Josep Antoni Togores Riera                                    | 1852             | 1854          |
| 45   | Jaume Sureda                                                  | 1854             | 1854          |
| -    | Lluís de San Simón i Orlandis, comte de San Simón (2n mandat) | 1854             | 1855          |
| 46   | Joan Bagur                                                    | 1855             | 1856          |
| 47   | Joan Coll                                                     | 1856             | 1856          |
| 48   | Guillem Montis                                                | 1856             | 1857          |
| 49   | Joan Ferrà                                                    | 1857             | 1859          |
| 50   | Antoni Dameto                                                 | 1859             | 1861          |
| 51   | Marià Quintana                                                | 1861             | 1863          |
| 52   | Estanislau Piñano                                             | 1863             | 1865          |
| 53   | Joan Vanrell                                                  | 1865             | 1866          |
| 54   | Manuel Mayol                                                  | 1866             | 1868          |
| 55   | Miquel Estade                                                 | 1868             | 1869          |
| 56   | Jacint Feliu                                                  | 1869             | 1869          |
| 57   | Rafel Manera                                                  | 1869             | 1872          |
| 58   | Antoni Villalonga                                             | 1872             | 1872          |
| 59   | Gabriel Oliver Morey (1r mandat)                              | 1872             | 1873          |
| 60   | Antoni Marroig                                                | 1873             | 1874          |
| -    | Pau Sorà (2n mandat)                                          | 1874             | 1875          |
| 61   | Andreu Rupert                                                 | 1875             | 1877          |
| -    | Gabriel Oliver (2n mandat)                                    | 1877             | 1878          |
| 62   | Pasqual Ribot (1r mandat)                                     | 1878             | 1879          |
| 63   | Joan Antoni Perelló                                           | 1879             | 1881          |
| 64   | Marià Canals                                                  | 1881             | 1882          |
| -    | Pasqual Ribot (2n mandat)                                     | 1882             | 1884          |
| 65   | Antoni Marquès                                                | 1884             | 1885          |
| -    | Pasqual Ribot (3r mandat)                                     | 1885             | 1886          |
| 66   | Miquel Lledó                                                  | 1886             | 1887          |
| 67   | Manuel Guasp Pujol                                            | 1887             | 1891          |
| 68   | Gaspar Berga                                                  | 1891             | 1892          |
| 69   | Miquel Santandreu                                             | 1892             | 1895          |
| 70   | Jaume Salom (1r mandat)                                       | 1895             | 1896          |
| 71   | Antoni Sbert                                                  | 1896             | 1897          |
| -    | Jaume Salom (2n mandat)                                       | 1897             | 1898          |
| 72   | Eugeni Losada                                                 | 1898             | 1899          |
| 73   | Enric Sureda i Morera (1r mandat)                             | 1899             | 1899          |
| 74   | Antoni Rosselló i Cazador (1r mandat)                         | 1899             | 1901          |
| 75   | Mateu Enric Lladó i Lladó                                     | 1901             | 1902          |
| 76   | Antonio Rosselló i Gómez                                      | 1902             | 1903          |
| 77   | Antoni Planas                                                 | 1903             | 1905          |
| 78   | Jaume Font i Monteros                                         | 1905             | 1906          |
| 79   | Bernat Calvet                                                 | 1906             | 1907          |
| -    | Antoni Rosselló i Cazador (2n mandat)                         | 1907             | 1909          |
| -    | Enric Sureda i Morera (2n mandat)                             | 1909             | 1909          |
| 80   | Bartomeu Barceló Mir                                          | 1909             | 1910          |
| 81   | Lluís Alemany                                                 | 1910             | 1912          |
| 82   | Antoni Pou                                                    | 1912             | 1913          |
| 83   | comte d'Olocau                                                | 1913             | 1915          |
| 84   | Jaume Suau Pons (1r mandat)                                   | 1915             | 1916          |
| 85   | baró de Pinopar                                               | 1916             | 1917          |
| -    | Jaume Suau Pons (2n mandat)                                   | 1917             | 1917          |
| 86   | Nicolau Alemany (1r mandat)                                   | 1917             | 1917          |
| 87   | Francesc Rover                                                | 1917             | 1918          |
| 88   | Pere Martínez Rosich                                          | 1918             | 1918          |
| -    | Nicolau Alemany (2n mandat)                                   | 1918             | 1919          |
| 89   | Francesc Barceló (1r mandat)                                  | 1919             | 1920          |
| 90   | Bartomeu Fons                                                 | 1920             | 1920          |
| -    | Francesc Barceló (2n mandat)                                  | 1920             | 1922          |
| 91   | Antoni Oliver Roca                                            | 1922             | 1923          |
| 92   | Guillem Forteza                                               | 1923             | 1923          |
| 93   | Francesc Salas                                                | 1923             | 1924          |
| 94   | Alfred Llompard                                               | 1924             | 1925          |
| 95   | Guillem Descatlar, marquès del Palmer                         | 1925             | 1927          |
| 96   | Joan Aguiló                                                   | 1927             | 1929          |
| 97   | Rafel Cortès                                                  | 1929             | 1930          |
| -    | Jaume Suau Pons (3r mandat)                                   | 1930             | 1931          |
| 98   | Llorenç Bisbal                                                | 1931             | 1931          |
| 99   | Francesc Villalonga                                           | 1931             | 1932          |
| 100  | Bernat Jofre                                                  | 1932             | 1933          |
| 101  | Josep Tomàs                                                   | 1933             | 1933          |
| 102  | Emili Darder i Cànaves (1r mandat)                            | 1933             | 1934          |
| 103  | Lluís Ferrer                                                  | 1934             | 1936          |
| -    | Emili Darder i Cànaves (2n mandat)                            | 1936             | 1936          |
| 104  | Mateu Zaforteza Musoles                                       | 1936             | 1939          |
| 105  | Gabriel Riera                                                 | 1939             | 1941          |
| 106  | Josep Oleza                                                   | 1941             | 1942          |
| 107  | Jordi Dezcallar                                               | 1942             | 1945          |
| 108  | Joan Coll                                                     | 1945             | 1952          |
| 109  | Josep Vilanova                                                | 1952             | 1954          |
| 110  | Joan Massanet                                                 | 1954             | 1963          |
| 111  | Màxim Alomar                                                  | 1963             | 1968          |
| 112  | Gabriel Alzamora                                              | 1968             | 1972          |
| 113  | Rafael de la Rosa                                             | 1972             | 1976          |
| 114  | Paulí Buchens Adrover                                         | 1976             | 1979          |
| 115  | Ramon Aguiló Munar                                            | 1979             | 1991          |
| 116  | Joan Fageda Aubert                                            | 1991             | 2003          |
| 117  | Catalina Cirer Adrover                                        | 2003             | 2007          |
| 118  | Aina Calvo Sastre                                             | 2007             | 2011          |
| 119  | Mateu Isern Estela                                            | 2011             | 2015          |
| 120  | José Hila Vargas (1r mandat)                                  | 2015             | 2017          |
| 121  | Antoni Noguera Ortega                                         | 2017             | 2019          |
| -    | José Hila Vargas (2n mandat)                                  | 2019             | 2023          |
| 122  | Jaime Martínez Llabrés                                        | 2023             | Actualitat    |